# Yang Luchan
Yang Luchan (Yang Lu-ch'an) (楊露禪), também conhecido como Yang Fu-k'ui (楊福魁) (1799-1872), nasceu em Guangping (Kuang-p'ing), na China. Por sua habilidade marcial excepcional, foi apelidado Yang, o Invencível.
É o criador do Tai Chi Chuan estilo Yang (楊氏太極拳). Foi um dos mais influentes professores da arte marcial interna conhecida como Tai Chi Chuan durante a segunda metade do século XIX.
Devido à sua contribuição para a divulgação desta arte, concretizada no grande número de professores que formou, Yang Luchan é reconhecido por quatro das cinco maiores famílias praticantes de Tai Chi como tendo transmitido a eles os princípios de sua arte.

## Biografia
A família de Yang Luchan era composta de agricultores pobres do condado de Yongnian, na prefeitura de Guangping, na província de Hebei. Yang ajudava seu pai na plantação e, como adolescente, possuía diversos trabalhos temporários. Um desses trabalhos era realizado na farmácia Tai He Tang, na zona oeste da cidade. A farmácia havia sido criada por Chen De Hu, da vila Chen, no condado de Wenxian, na prefeitura de Huaiqing, na província de Henan.
Segundo diversos registros, em 1820 começou a estudar Tai Chi com Ch'en Chang-hsing na vila da família Chen. Desde criança, Yang gostava de artes marciais, e havia adquirido um certo grau de proficiência no estilo chang quan.
Um dia, Yang observou um dos sócios da farmácia utilizar um tipo desconhecido de arte marcial para subjugar um grupo de supostos ladrões. Yang, então, pediu a Chen De Hu que lhe ensinasse essa arte. Chen respondeu mandando Yang procurar, na vila Chen, seu professor, Chen Changxing, que pertencia à 14ª geração da família.

Uma noite, ele foi acordado pelos sons de "Hen" (哼) e "Ha" (哈) ao longe. Ele se levantou e verificou que os sons vinham de um velho edifício. Olhando através de uma fresta na parede, ele viu seu mestre Chen Chang-xing ensinar técnicas de agarramento, controle e emissão de jin em coordenação com a emissão dos sons "Hen" e "Ha". Yang ficou deslumbrado com as técnicas e, a partir de então, passou a acompanhar secretamente as aulas todas as noites. Depois das aulas, Yang ia a seu quarto para ponderar e estudar os movimentos. Como consequência, suas habilidades marciais se desenvolveram enormemente. Um dia, Chen ordenou que Yang enfrentasse seus alunos. Para sua surpresa, nenhum dos alunos conseguiu derrotar Yang. Chen, então, percebeu que Yang tinha um grande potencial, e passou a ensinar-lhe diretamente suas técnicas.
Depois de dominar o estilo, recebeu permissão de seu mestre para ir à capital Pequim e ensinar seus próprios alunos. Entre estes alunos, se encontravam Wu Yu-hsiang e seus irmãos, que eram burocratas da dinastia Qing e que dariam origem ao Tai Chi Chuan estilo Wu/Hao.
O marco inicial do grande movimento de divulgação que levou esta arte praticada por uma família em uma pequena vila na região central da China a adquirir dimensões internacionais foi a contratação de Yang Luchan pela família Imperial em 1850 para ensinar Tai Chi Chuan aos membros da Corte e a diversas unidades de elite da Guarda Imperial Manchu na Cidade Proibida em Pequim (Beijing).
Um destes guardas foi seu mais famoso aluno não pertencente à família, Wu Ch'uan-yü, que originou o Tai Chi Chuan estilo Wu.
Yang Banhou (楊班侯) e Yang Jianhou, filhos de Yang Luchan, também foram contratados como instrutores de artes marciais pelo exército da dinastia Qing.
Os filhos de Yang Jianhou, Yang Shaohou (楊少侯) e Yang Chengfu (楊澄甫), tornaram-se professores de Tai Chi famosos em toda a China.
Seus descendentes continuam divulgando o Tai Chi Chuan estilo Yang até hoje, sendo este o estilo de Tai Chi com o maior número de praticantes em todo o mundo.

## A lenda de Yang Wudi
Desde que emergiu na vila Chen, Yang se tornou famoso por nunca perder combates e nunca machucar seriamente seus oponentes. Tendo refinado sua arte a níveis extraordinários, Yang passou a ser chamado de Yang Wudi (楊無敵, "Yang, o invencível"). Com o tempo, surgiram muitas lendas louvando a destreza de Yang. Essas lendas seriam usadas como fontes por muitas biografias e filmes. Eis algumas dessas lendas:
- a casa do príncipe Duan, uma das famílias reais da capital, empregava um grande número de lutadores - muitos dos quais estavam ansiosos para desafiar Yang. Este sempre recusava os desafios. Um dia, um dos lutadores insistiu com Yang para que ambos testassem quem era mais forte. O teste consistia em que ambos sentassem em cadeiras e golpeassem seus punhos direitos contra o outro. Yang não teve remédio senão aceitar o desafio. Algum tempo após o início do desafio, o lutador começou a suar abundantemente e sua cadeira rangeu como se estivesse prestes a partir, enquanto Yang permanecia sereno como sempre. Finalmente, Yang se levantou, e comentou: "a habilidade do mestre é realmente soberba, apenas sua cadeira não é tão firme como a minha". O lutador ficou tão tocado pela modéstia de Yang que, daí em diante, sempre louvava a conduta de Yang e sua habilidade marcial.[7]
- Uma vez, enquanto pescavam em um lago, dois artistas marciais tentaram empurrar Yang na água e arruinar sua reputação. Yang, percebendo as suas intenções, arqueou seu peito, girou seu quadril e executou a técnica chamada "palmada alta no cavalo". Conforme seu quadril arqueava e sua cabeça baixava, os dois atacantes foram jogados simultaneamente na água. Yang, disse, então, que ele estava sendo gentil naquele dia, pois, se a queda tivesse sido no solo, eles teriam se machucado gravemente. Os dois agressores, então, fugiram nadando.
- Em Pequim, um rico chamado Chang ouviu sobre as grandes habilidades de Yang e o convidou a demonstrar sua arte. Quando Yang chegou, Chang duvidou de suas habilidades devido a seu físico pouco avantajado - simplesmente, Yang não "parecia" um lutador. Yang, então, foi servido com um jantar bem simples. Yang continuou a se comportar como um venerável hóspede, apesar da opinião de Chang. Este, então, questionou como o tai chi de Yang, sendo tão suave, podia derrotar pessoas. Dada a reputação de Yang, tal comentário soou como um insulto velado. Yang respondeu que existiam apenas três tipos de pessoas que ele não podia derrotar: homens de bronze, homens de ferro e homens de madeira. Chang convidou seu melhor guarda-costas, Liu, para testar as habilidades de Yang. Liu entrou de forma agressiva e atacou Yang. Yang, empregando apenas uma técnica de ceder, jogou Liu sobre o pátio. Chang ficou muito impressionado e, imediatamente, ordenou que fosse servido um banquete para Yang.[8]

## Origem do termotaijiquan
Quando Yang Luchan começou a ensinar em Yung Nien, sua arte era conhecida como Mien Quan (綿拳, "punho de algodão") ou Hua Quan (化拳, "punho neutralizador"). Quando ensinava na corte imperial, Yang enfrentou muitos desafios, e sempre venceu, usando suas técnicas suaves. Numa dessas disputas, Yang venceu vários oponentes de uma vez só, e o acadêmico Ong Tong He estava presente. Inspirado pela técnica de Yang, Ong disse que a arte de Yang era a manifestação física do taiji. A partir de então, a arte de Yang, e todas as artes relacionadas, passaram a ser conhecidas como tai chi chuan.

## Legado
Yang Luchan ensinou sua arte para:
- seu segundo filho, Yang Banhou (1837–1890), que também foi instrutor da família imperial chinesa, como seu pai.[1] Yang Banhou foi o professor oficial de Wu Quanyou, que também já havia sido aluno de Yang Luchan.[2] Wu Quanyou, juntamente com seu filho Wu Jianquan, viria a fundar o estilo wu de tai chi chuan.[9]
- seu terceiro filho, Yang Jianhou (1839–1917), que ensinou a arte a seus filhos Yang Shaohou (1862–1930) e Yang Chengfu (1883–1936).[1][2][9]
- Wu Yuxiang (1813–1880), que desenvolveu seu próprio estilo Wu, o qual, três gerações depois, gerou o estilo Sun.[2][9]

Yang Luchan foi o protagonista das seguintes obras artísticas:
- a novela wuxia 偷拳, de Gong Baiyu, publicada em 1940 em Tianjin.
- o filme chinês Tai Chi 0 (2012).